# Opel Blitz
Opel Blitz, Опель-Блиц (Blitz с нем. — «молния») — немецкий среднетоннажный грузовой автомобиль, ранние модели которого активно использовались Вермахтом во Второй мировой войне.
Существовало несколько поколений, сильно различавшихся дизайном и конструкцией:
- 1930—1954 гг.
- 1952—1960 гг.
- 1960—1965 гг.
- 1965—1975 гг.

На территории России известны практически только автомобили первого поколения в модернизированном варианте (после 1937 года), ввиду широкого использования их в Вермахте, в том числе и на Восточном фронте, и наличии в своё время значительных количеств трофейных экземпляров; более поздние модели же в СССР по видимости никогда не поставлялись.

## История

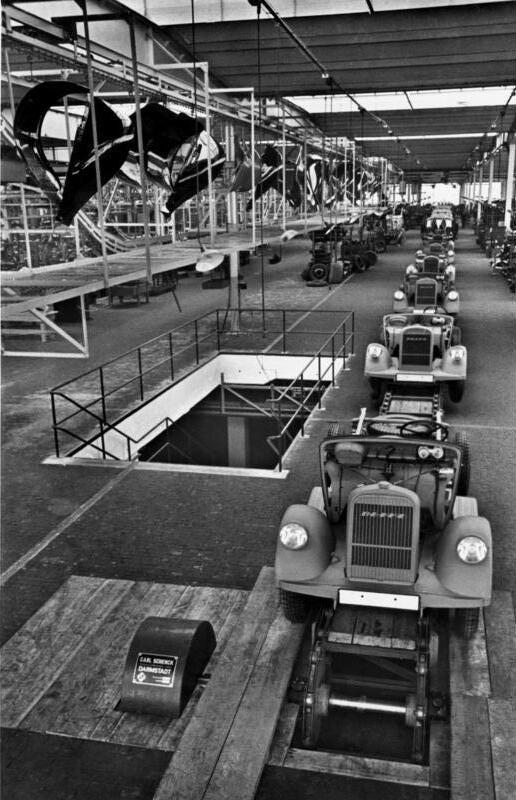
Сборочный конвейер Opel Blitz в Бранденбурге, 1936

Производство этих автомобилей было начато в апреле 1937 года и продолжалось до 1944 года. Возможно, этот грузовик стал самым широко выпускаемым в Германии. За годы производства промышленностью нацистской Германии было изготовлено 82 356 грузовиков этой марки. В 1936 году Opel ввёл ещё одно новшество для своего грузовика — привод на обе оси. Эта модификация Opel Blitz получила индекс 3.6-6700А (буква А — от немецкого слова Allrad, обозначающего привод на все колеса). Полноприводный Blitz мог подняться на достаточно крутую гору. Привод на переднюю ось осуществлялся благодаря редуктору, который находился под управлением водителя в кабине. Очередным инновационным решением была реализация гусеничного привода — эта версия получила название Opel Blitz Maultier.
Opel Blitz выпускался в двух вариантах:
- Opel Blitz 3.6-36
- Opel Blitz 3.6-36S (индекс «S» означает стандартное заднеприводное шасси)
- Opel Blitz 3.6-6700А (индекс «A» означает привод на все колеса)

## Применение

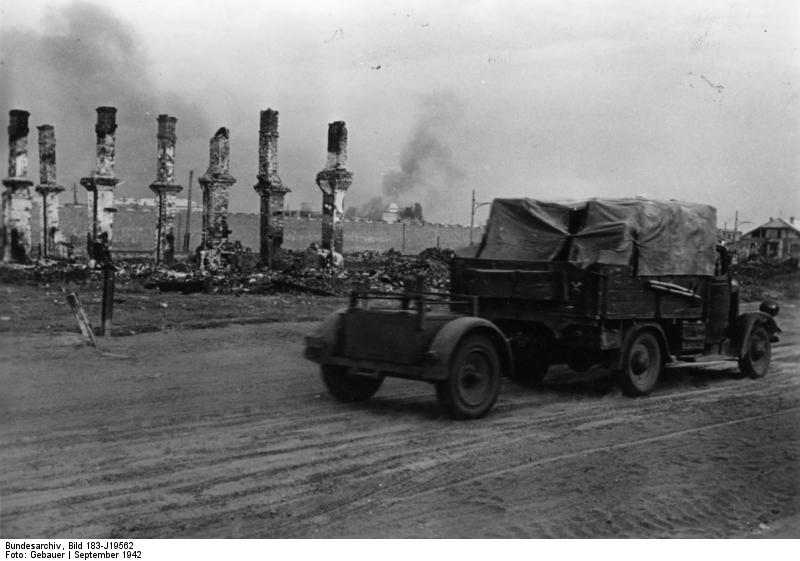
Opel Blitz в Сталинграде

Opel Blitz широко применялся вермахтом в годы Второй мировой войны, так как немецкая армия делала ставку именно на колёсную технику. На обеспечение только пехотной дивизии требовалось около 500 таких машин, а моторизованные и лёгкие дивизии нуждались в 1600—1800 автомобилях. На базе этого автомобиля были созданы специальные автомобили: машина медицинской службы, машина службы связи и другие.

## Варианты машин на базе Opel Blitz
Во время Второй мировой войны на базе Opel Blitz было создано большое количество специальных шасси для построения многофункциональных фургонов, топливозаправщиков, автобусов и инженерной техники.

### Специальные фургоны

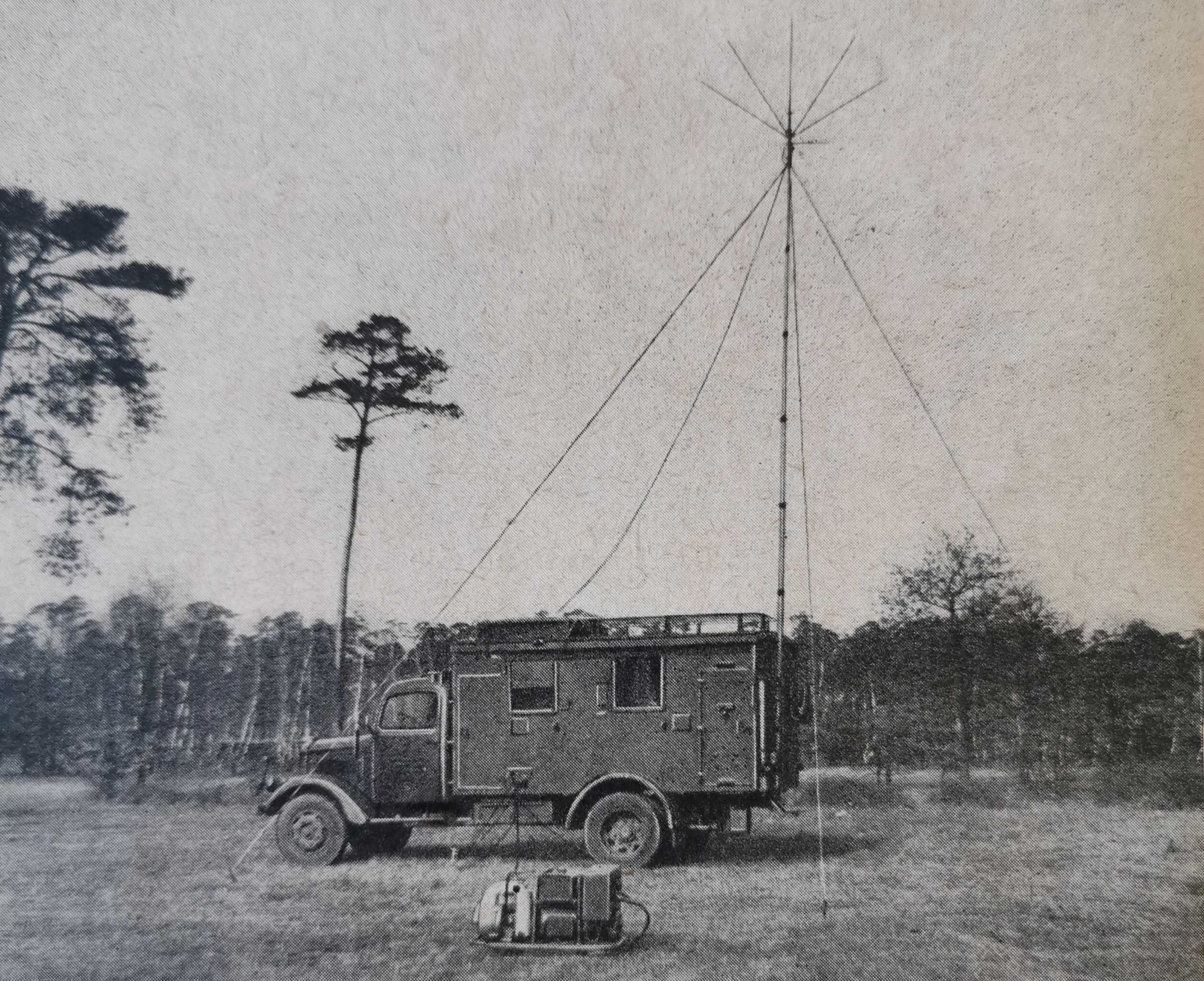
Мобильный радиопередатчик

- Kfz. 305/1 (2) автомобиль телеграфной связи
- Kfz. 305/3 (9) автомобиль телетайпной связи
- Kfz. 305/10 с усиленной телефонной линией
- Kfz. 305/11 автомобиль проверки телефонной линии
- Kfz. 305/15 мобильный радиопередатчик
- Kfz. 305/16 (20) автомобиль радиосвязи
- Kfz. 305/21 автомобиль радиолокации
- Kfz. 305/22 автомобиль радиопеленгации
- Kfz. 305/23 мобильный радиоприёмник
- Kfz. 305/25 радиомачта
- Kfz. 305/26 (27) радиозонд
- Kfz. 305/29 (33) фонарь и маркеры направления
- Kfz. 305/39 командный пункт
- Kfz. 305/41 калибровка инструментов
- Kfz. 305/42 тестирование радиосвязи
- Kfz. 305/43 (44) борьба с помехами
- Kfz. 305/60 тестирование бортовых приборов
- Kfz. 305/62 (63) консервация планера
- Kfz. 305/64 консервация двигателя
- Kfz. 305/65 (66) метеорология
- Kfz. 305/67 (68) ремонт двигателя
- Kfz. 305/69 испытание рулевого управления
- Kfz. 305/70 склад парашютов
- Kfz. 305/73 командирская машина
- Kfz. 305/74 бюро
- Kfz. 305/75 раздевалка
- Kfz. 305/76 амбулатория
- Kfz. 305/77 буфет
- Kfz. 305/78 кухня с электроплитой
- Kfz. 305/80 консервация вооружения
- Kfz. 305/83 ремонт аэродромных машин
- Kfz. 305/84 склад запасных частей
- Kfz. 305/85 проверка давления масла
- Kfz. 305/86 (87) зубоврачебный кабинет
- Kfz. 305/88 (89) рентгеновский кабинет
- Kfz. 305/90 (91) фотолаборатория
- Kfz. 305/93 (95) пункт очистки воды
- Kfz. 305/96 пункт смягчения воды
- Kfz. 305/98 обслуживание и консервация кислородного оборудования
- Kfz. 305/99 консервация кислородного оборудования
- Kfz. 305/100 (101) радиолокационная навигация
- Kfz. 305/105 мастерская, монтажная, сварочная
- Kfz. 305/106 мастерская, слесарная, гидравлическая
- Kfz. 305/107 (109, 111) механическая мастерская
- Kfz. 305/108 электромастерская
- Kfz. 305/112 (113) монтажная мастерская
- Kfz. 305/115 столярно-плотницкая мастерская
- Kfz. 305/117 кузнечная мастерская
- Kfz. 305/118 автомеханическая мастерская
- Kfz. 305/120 автобус для перевозки рабочих
- Kfz. 305/122 (123) машина обезвреживания и деактивации
- Kfz. 305/124 воздушный компрессор
- Kfz. 305/125 машина обслуживания самолётов
- Kfz. 305/126 пускач
- Kfz. 305/128 пожарный насос
- Kfz. 305/130 мастерская по обслуживанию ракетного вооружения
- Kfz. 305/131 мастерская по обслуживанию авиационного вооружения
- Kfz. 305/135 мастерская по обслуживанию механической техники
- Kfz. 305/136 мастерская по обслуживанию двигателей
- Kfz. 305/137 мастерская по обслуживанию планеров самолётов

## Фотогалерея

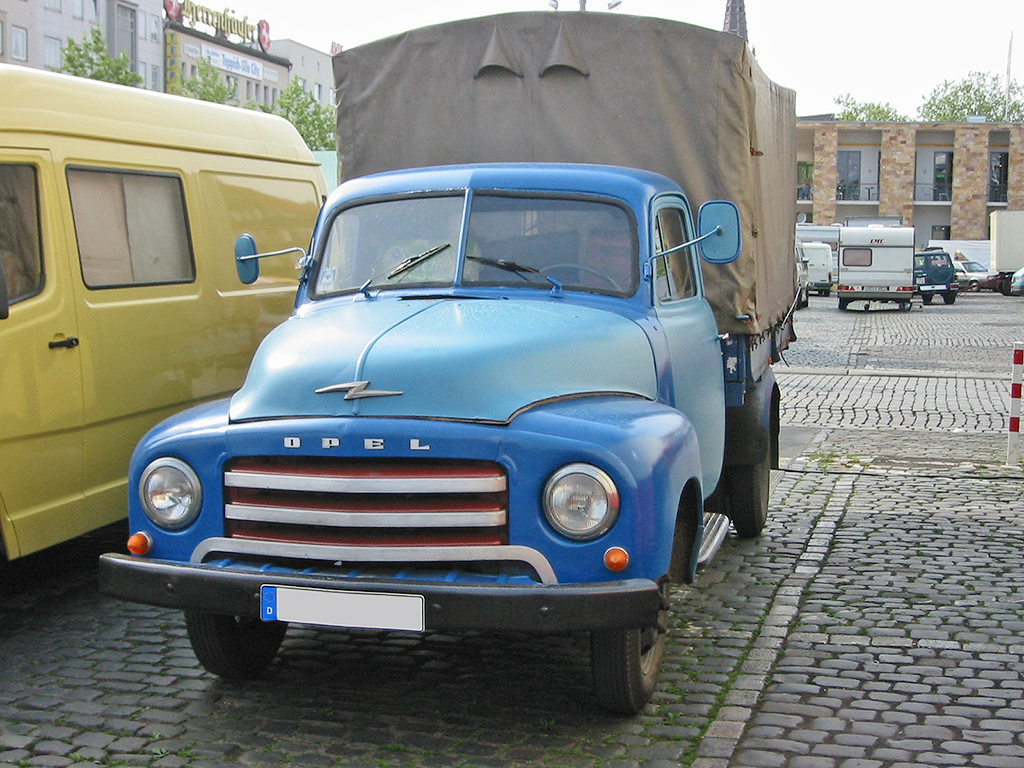
1952 Opel Blitz
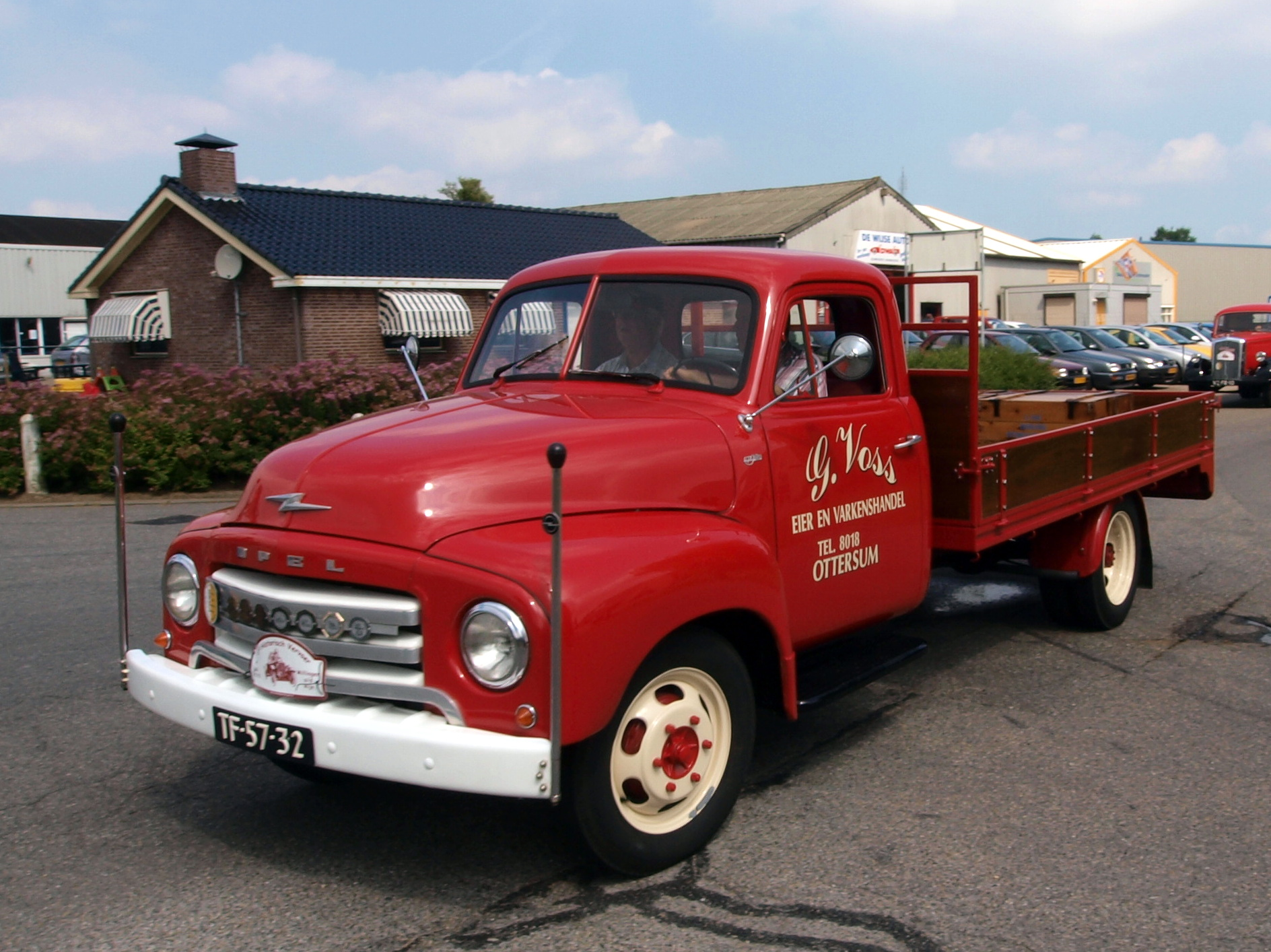
1960 Opel Blitz
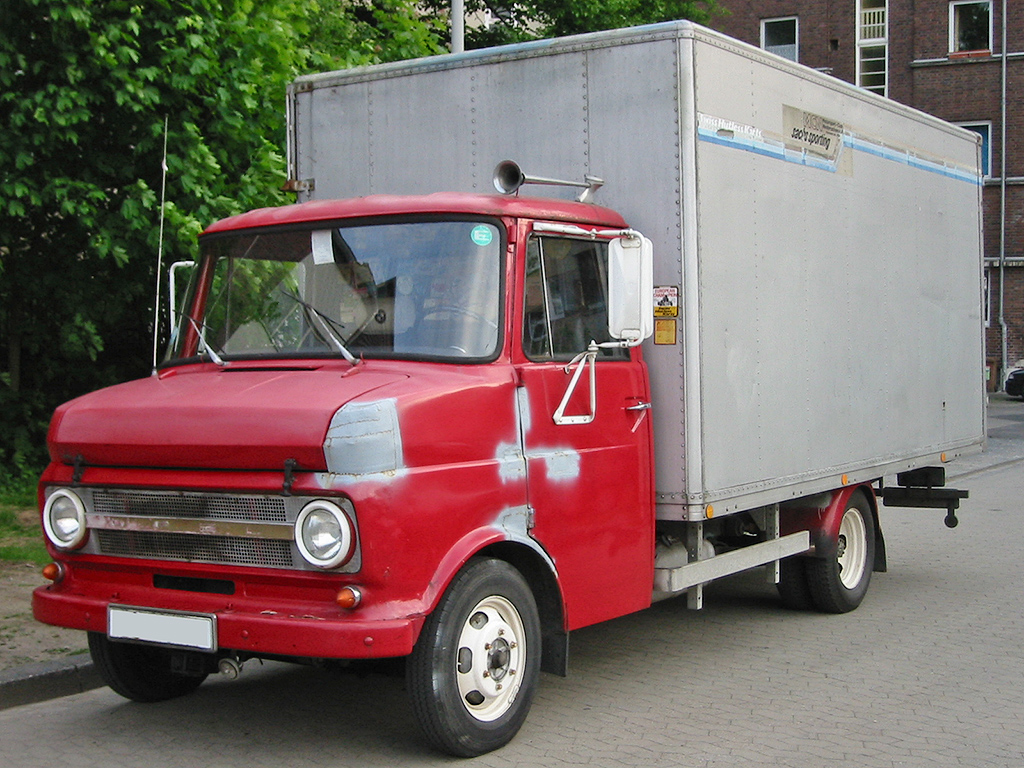
1965 Opel Blitz